# 艾拉島 (南極洲)
67°21′S 59°42′E / 67.350°S 59.700°E
艾拉島（英語：Islay Island）是南極洲的島嶼，屬於威廉斯科斯比群島的一部分，處於貝爾塔島以北3公里，該群島在1936年2月由英國探險隊發現，名字取自赫布里底群島的艾拉島。